# Stow, Massachusetts
Stow är en kommun (town) i Middlesex County i Massachusetts. Vid 2010 års folkräkning hade Stow 6 590 invånare.